# Rijksbeschermd gezicht Veere
Gezicht Veere is een van rijkswege beschermd stadsgezicht in Veere in de Nederlandse provincie Zeeland. De procedure voor aanwijzing werd gestart op 24 juli 1967. Het gebied werd op 12 maart 1970 definitief aangewezen. Het beschermd gezicht beslaat een oppervlakte van 123,1 hectare.
Panden die binnen een beschermd gezicht vallen krijgen niet automatisch de status van beschermd monument. Wel zal de gemeente het bestemmingsplan aanpassen om nieuwe ontwikkelingen in het gebied te reguleren. De gezichtsbescherming richt zich op de stedenbouwkundige en cultuurhistorische waardering van een gebied en wil het toekomstig functioneren daarvan veiligstellen.
Het stadsgezicht is een van de 17 beschermde stads- en dorpsgezichten in Zeeland.